# یریکی نیمنن
یریکی نیمنن (فنلاندی: Jyrki Nieminen؛ زادهٔ ۳۰ مارس ۱۹۵۱) بازیکن فوتبال اهل فنلاند بود.
از باشگاه‌هایی که در آن بازی کرده‌است می‌توان به باشگاه فوتبال هلسینکی اشاره کرد.
وی همچنین در تیم ملی فوتبال فنلاند بازی کرده‌است.